# Ashotsk
Ashotsk là một đô thị thuộc tỉnh Shirak, Armenia. Dân số ước tính năm 2011 là 2485 người.